# 5566 (音楽ユニット)
5566（ウーウーリウリウ・Wuwuliuliu）は、台湾のアイドルユニット。2002年に結成。喬傑立事務所（J☆STAR）所属。「台湾のSMAP」と呼ばれている。

## 概要
2002年に結成。J☆STARの中では老舗のユニットである。歌・芝居・バラエティと多方面で活動。特に歌に関しては、CDを出せば必ず、ヒットチャートNo.1になるといわれており、台湾芸能界においての人気は不動の地位を築いている。
メンバーは5人。彭が病気療養に入った2003年以降は4人で活動している。
近年は香港、シンガポール、マレーシアなどでもコンサートを開催し、アジア地域に活動を広げている。日本で最も人気のある台湾アイドルはF4だが、台湾内では5566がそれ以上の地位を築いている。

## メンバー
- 孫協志（トニー・スン） - リーダー
- 王仁甫（ザックス・ワン） - サブリーダー
- 王紹偉（サム・ワン）
- 許孟哲（ジェイソン・シュー）
- 彭康育（リオ・ポン） ※2003年より病気療養のため休業中

## CD・アルバム
- MVP情人
- First Album 一光年
- 西街少年（オリジナルサントラ）
- Second Album Boyfriend 摯愛
- 紫禁之嶺（オリジナルサントラ）
- C'est si bon 最棒冠軍精選
- 格鬥天王（オリジナルサントラ）
- Third Album 好久不見
- 11th Album 喝采

## ドラマ出演
- MVP情人（全メンバー）
- 西街少年（孫協志、王仁甫、許孟哲、王紹偉）
- 明星★学園 第3シリーズ（許孟哲）
- ふたりのお嬢様（王紹偉,許孟哲）
- 紫禁之嶺（王紹偉、王仁甫、孫協志）
- 絶体絶命お嬢様（許孟哲）（特別出演：孫協志、王仁甫、王紹偉）
- 格鬥天王（孫協志、王仁甫、王紹偉）
- カエルになった王子様（王紹偉）
- ラヴスタイリスト（王紹偉）
- 剪刀石頭布（王紹偉）
- 桜野3+1（許孟哲）
- 魔女18号（王紹偉）
- 我和我的四個男人（許孟哲）

## テレビ
- 完全娯楽：三立都会台（三立テレビ）
- 少年特攻隊：台湾電視台（台湾テレビ）